# Kōji Yakusho
Kōji Yakusho (役所 広司, Yakusho Kōji), né le 1er janvier 1956 à Isahaya sur l'île de Kyūshū au Japon, est un acteur japonais. Son vrai nom est Kōji Hashimoto (橋本 広司, Hashimoto Kōji).

## Biographie
Kōji Yakusho reçoit le Prix d'interprétation masculine au Festival de Cannes 2023 pour Perfect Days de Wim Wenders.

## Filmographie

### Comme réalisateur
- 2009 : Toad's Oil (ガマの油, Gama no abura?)

### Comme acteur

#### Cinéma
- 1979 : Chasseurs des ténèbres (闇の狩人, Yami no karyudo?) de Hideo Gosha : Kuwano
- 1981 : L'Affaire Shimoyama (日本の熱い日々 謀殺・下山事件, Nihon no atsui hibi bōsatsu: Shimoyama jiken?) de Kei Kumai : un journaliste
- 1982 : Dans l'ombre du loup (鬼龍院花子の生涯, Kiryūin hanako no shōgai?) de Hideo Gosha
- 1982 : La Tour des lys (ひめゆりの塔, Himeyuri no tō?) de Tadashi Imai : Ōtaka
- 1982 : Tono monogatari (遠野物語?) de Tetsutarō Murano : Hatsutaro
- 1985 : Tampopo (タンポポ, Tanpopo?) de Jūzō Itami : l'homme au costume blanc
- 1987 : Onna sakasemasu (女咲かせます?) de Azuma Morisaki (en) : violoncelliste
- 1990 : Pod severnym siyaniyem de Petras Abukiavicus, Toshio Gotō (en) et Sergei Vronsky (en) : Genzo Tamiya
- 1993 : Gurenbana (紅蓮華?) de Mamoru Watanabe (en) : Kenzo Nakada
- 1995 : Kamikaze Taxi de Masato Harada : Kantake
- 1996 : Shall We Dance? (Shall we ダンス?, Shall we dansu??) de Masayuki Suo : Shohei Sugiyama
- 1996 : L'Homme qui dort (眠る男, Nemuru otoko?) de Kōhei Oguri : Kamimura
- 1996 : Romance noire (シャブ極道, Shabu gokudō?) de Tatsuoki Hosono (ja) : Makabe[1]
- 1997 : Lost Paradise (失楽園, Shitsurakuen?) de Yoshimitsu Morita : Shoichiro Kuki
- 1997 : L'Anguille (うなぎ, Unagi?) de Shōhei Imamura : Takuro Yamashita
- 1997 : Bounce ko gals (バウンス ko GALS, Baunsu ko gaurusu?) de Masato Harada : Oshima
- 1997 : Cure (キュア, Kyua?) de Kiyoshi Kurosawa : Kenichi Takabe
- 1998 : Kizuna (絆?) de Kichitarō Negishi : Takaaki Ise / Tetsurō Haga
- 1998 : License to Live (ニンゲン合格, Ningen gōkaku?) de Kiyoshi Kurosawa : Fujimori
- 1998 : Le Chauffeur de taxi et l'écrivain (たどんとちくわ, Tadon to chikuwa?) de Jun Ichikawa : Kida
- 1999 : Kin'yū fushoku rettō: Jubaku (金融腐蝕列島 呪縛?) de Masato Harada : Hiroshi Kitano
- 1999 : Charisma (カリスマ, Karisuma?) de Kiyoshi Kurosawa : Goro Yabuike
- 2000 : Dora-heita (どら平太?) de Kon Ichikawa : Koheita Mochizuki, aka Dora-heita
- 2000 : Eureka (ユリイカ, Yurīka?) de Shinji Aoyama : Makoto Sawai
- 2000 : Swing Man (ｓＷｉｎＧｍａＮ スイングマン?) de Tetsu Maeda (ja)
- 2001 : Kaïro (回路, Kaïro?) de Kiyoshi Kurosawa : le capitaine du bateau
- 2001 : De l'eau tiède sous un pont rouge (赤い橋の下のぬるい水, Akai hashi no shita no nurui mizu?) de Shōhei Imamura : Yosuke Sasano
- 2002 : Face à son destin (突入せよ! あさま山荘事件, Totsunyū seyo! Asama sansō jiken?) de Masato Harada : Atsuyuki Sassa
- 2003 : Doppelgänger (ドッペルゲンガー, Dopperugengā?) de Kiyoshi Kurosawa : Michio Hayasaki
- 2003 : Hotaru no hoshi (ほたるの星?) de Hiroshi Sugawara (en)
- 2004 : Yudan taiteki (油断大敵?) d'Izuru Narushima : inspecteur Jin
- 2004 : Tōkyō genpatsu (東京原発?) de Gen Yamakawa (ja) : gouverneur de Tokyo
- 2004 : Lakeside Murder Case (レイクサイド マーダーケース, Reikusaido mādā kēsu?) de Shinji Aoyama : Sunsuke Namiki
- 2004 : Warai no daigaku (笑の大学?) de Mamoru Hoshi (ja) : Mutsuo Sakisaka
- 2005 : Lorelei, la sorcière du Pacifique (ローレライ, Lorelei?) de Shinji Higuchi et Cellin Gluck : Masami Shin'ichi
- 2005 : Mémoires d'une geisha (Memoirs of a Geisha) de Rob Marshall : Nobu
- 2006 : The Uchōten Hotel (THE 有頂天ホテル?) de Kōki Mitani : Heikichi Shindo
- 2006 : Babel de Alejandro González Iñárritu : Yasujiro
- 2006 : Rétribution (叫, Sakebi?) de Kiyoshi Kurosawa : Noboru Yoshioka
- 2006 : Soredemo boku wa yattenai (それでもボクはやってない?) de Masayuki Suo : Masayoshi Arakawa, avocat
- 2007 : Argentine Baba (アルゼンチンババア, Arugentin babā?) de Naoki Nagao (ja)
- 2007 : Soie (Silk) de François Girard : Hara Jubei
- 2007 : Walking My Life (象の背中, Zô no senaka?) de Satoshi Isaka (ja)
- 2008 : PACO and The Magical Book (パコと魔法の絵本, PACO to maho no ehon?) de Tetsuya Nakashima : Ōnuki
- 2008 : Tokyo Sonata (トウキョウソナタ, Tōkyō sonata?) de Kiyoshi Kurosawa : le cambrioleur
- 2009 : Mt. Tsurugidake (劒岳 点の記, Tsurugidake ten no ki?) de Daisaku Kimura (en)
- 2009 : Gelatin Silver, Love (ゼラチンシルバーＬＯＶＥ, Zerachin shirubā love?) de Kazumi Kurigami
- 2009 : Toad's Oil (ガマの油, Gama no abura?) de lui-même
- 2010 : 13 Assassins (十三人の刺客, Jūsannin no shikaku?) de Takashi Miike : Shimada Shinzaemon
- 2010 : The Last Ronin (最後の忠臣蔵, Saigo no Chūshingura?) de Shigemichi Sugita (ja)
- 2011 : Hara-Kiri : Mort d'un samouraï (一命, Ichimei?) de Takashi Miike : Kageyu
- 2011 : Isoroku (聯合艦隊司令長官 山本五十六, Rengō kantai shirei chōkan: Yamamoto Isoroku?) d'Izuru Narushima : Isoroku Yamamoto
- 2012 : Chronique de ma mère (わが母の記, Waga haha no ki?) de Masato Harada : Kosaku[2]
- 2011 : The Woodsman and the Rain (キツツキと雨, Kitsutsuki to ame?) de Shūichi Okita (ja) : Katsuhiko
- 2012 : A Terminal Trust (終の信託, Tsui no shintaku?) de Masayuki Suo : Shinzo Egi
- 2013 : The Kiyosu Conference (清須会議, Kiyosu kaigi?) de Kōki Mitani : Shibata Katsuie
- 2014 : The World of Kanako (渇き。, Kawaki?) de Tetsuya Nakashima : Akikazu Fujishima
- 2014 : A Samurai Chronicle (蜩ノ記, Higurashi no ki?) de Takashi Koizumi : Shūkoku Toda
- 2015 : The Emperor in August (日本のいちばん長い日, Nippon no ichiban nagai hi?) de Masato Harada : Korechika Anami
- 2017 : Oh Lucy! (オー・ルーシー!?) d'Atsuko Hirayanagi : Komori
- 2017 : Sekigahara (関ヶ原, Sekigahara?) de Masato Harada : Tokugawa Ieyasu
- 2017 : The Third Murder (三度目の殺人, Sandome no satsujin?) de Hirokazu Kore-eda : Misumi
- 2018 : The Blood of Wolves (孤狼の血, Korō no chi?) de Kazuya Shiraishi : Shōgo Ōgami
- 2019 : Wings Over Everest (Bing feng bao) de Fay Yu : Jiang Yuesheng
- 2020 : Under the Open Sky (すばらしき世界, Subarashiki sekai?) de Miwa Nishikawa : Masao Mikami
- 2020 : The Pass : Last Days of the Samurai (峠 最後のサムライ, Tōge saigo no samurai?) de Takashi Koizumi : Kawai Tsugunosuke
- 2023 : Familia (ファミリア, Famiria?) d'Izuru Narushima : Seiji Kamiya
- 2023 : Ginga tetsudō no chichi (銀河鉄道の父?) d'Izuru Narushima : Masajiro Miyazawa
- 2023 : Perfect Days de Wim Wenders : Hirayama
- 2024 : Bakin & Hokusai (八犬伝, Hakkenden?) de Fumihiko Sori : Bakin Takizawa
- 2024 : Yuki no Hana: Tomo ni arite (雪の花 -ともに在りて-?) de Takashi Koizumi : Teika Hino

#### Télévision
- 1981 : Magistrate of the Floating World (Kinagashi bugyo) de Kihachi Okamoto (téléfilm)
- 1981 : Takushii sanba (タクシー・サンバ?) (série télévisée) : Shinji Nakano
- 1981 : Kagami no naka no onna (鏡の中の女?) (série télévisée)
- 1982 : Jigoku no okite (téléfilm) : Gensan
- 1983 : Tokugawa Ieyasu (徳川家康?) (série télévisée) : Oda Nobunaga
- 1984 : Miyamoto Musashi (série télévisée) : Miyamoto Musashi
- 1986 : Inochi (série télévisée)
- 1987 : Shin Yotsuya kaidan (新･四谷怪談?) (mini-série télévisée)
- 1990 : Takeda Shingen (mini-série télévisée) : Takeda Shingen
- 1991 : Seishun no mon (série télévisée)
- 1992 : Goodbye: Watashi ga koroshita Dazai Osamu de Yukio Fukamachi (téléfilm) : Osamu Dazai
- 1992 : Kanashikute Yarikirenai (悲しくてやりきれない?) d'Ichiro Takahashi (téléfilm) : Kenji Hiraoka
- 1993 : Watashi ga koroshita otoko de Yasuo Tsuruhashi (téléfilm) : Ryuichiro
- 1996 : Hacchôbori torimono-banashi (série télévisée) : Shinpachirô Kariya
- 1997 : Otona no otoko (série télévisée) : Daijiro Mizumachi
- 2000 : Séance (降霊, Kōrei?) de Kiyoshi Kurosawa (téléfilm) : Sato
- 2000 : Aikotoba wa yuuki (合言葉は勇気?) (série télévisée) : Jintaro Akatsuki
- 2002 : The Life of Bangaku (série télévisée) : Bangaku
- 2004 : Toride naki mono de Yasuo Tsuruhashi (téléfilm)
- 2009 : Ekiro de Shigemichi Sugita (téléfilm) : Détective Yobuno
- 2010 : The History of Our Family (Wagaya no rekishi) (série télévisée) : narrateur
- 2011 : Early Autumn (Shoshû) de Masato Harada (téléfilm)
- 2019 : Idaten : Tokyo Olympics Story (mini-série télévisée) : Jigoro Kano
- 2020 : Pension Metso (mini-série télévisée) : Tsuneki
- 2023 : Lethal Three (Sanbiki ga Kiru !) (série télévisée)
- 2023 : The Days (mini-série télévisée) : Masao Yoshida
- 2023 : Vivant (série télévisée) : Nogoon Beki

### Doublage
- 2019 : Miraï, ma petite sœur (未来のミライ, Mirai no Mirai?) de Mamoru Hosoda : Jiiji
- 2021 : Belle (竜とそばかすの姫, Ryū to sobakasu no hime?) de Mamoru Hosoda : le père de Suzu
- 2023 : Totto-Chan, la petite fille à la fenêtre (窓ぎわのトットちゃん, Madogiwa no Totto-chan?) de Shinnosuke Yakuwa : Sōsaku Kobayashi

## Distinctions

### Décoration
- 2012 : récipiendaire de la médaille au ruban pourpre

### Récompenses
- Hōchi Film Awards 1997 : Meilleur acteur
- Japan Academy Prize 1997 : Meilleur acteur pour Shall We Dance?
- Blue Ribbon Awards 1997 : Meilleur acteur
- Kinema Junpō Awards 1997 : Meilleur acteur
- Festival international du film de Tokyo 1997 : Meilleur acteur pour Cure
- Japan Academy Prize 1998 : Meilleur acteur pour L'Anguille
- Asia-Pacific Film Festival 1998 : Meilleur acteur pour L'Anguille
- Blue Ribbon Awards 1998 : Meilleur acteur
- Kinema Junpō Awards 1998 : Meilleur acteur
- Festival international du film de Dubaï 2011 : Meilleur acteur pour The Woodsman and the Rain
- Festival international du film de Catalogne 2014 : Meilleur acteur pour The World of Kanako
- Hōchi Film Awards 2018 : Meilleur acteur dans un second rôle pour The Third Murder et Sekigahara
- Prix du film Mainichi 2018 : : Meilleur acteur dans un second rôle pour The Third Murder
- Japan Academy Prize 2018 : Meilleur acteur dans un second rôle pour The Third Murder[3]
- Hōchi Film Awards 2018 : Meilleur acteur pour The Blood of Wolves[4]
- Japan Academy Prize 2019 : Meilleur acteur pour The Blood of Wolves[5]
- Asian Film Awards 2019 : Meilleur acteur pour The Blood of Wolves, Prix d'honneur[6]
- Festival de Cannes 2023 : Prix d'interprétation masculine pour Perfect Days[7]